# Haman

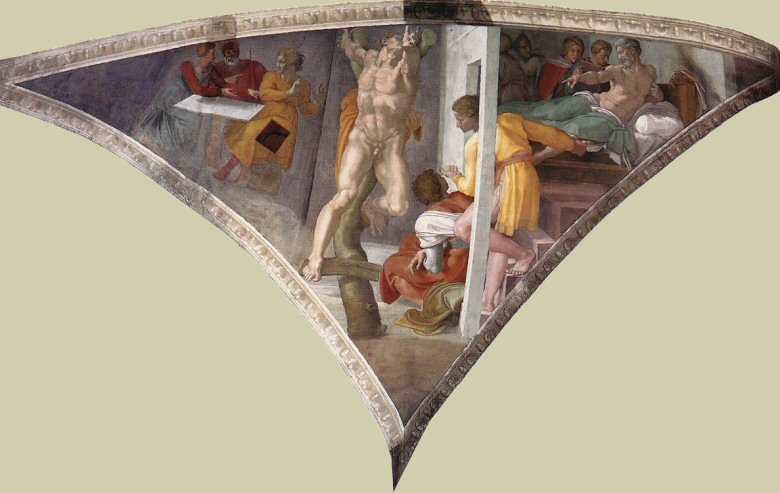
Straf van Haman door Michelangelo

Haman (afgeleid van een Perzische term die "magnifieke" betekent, in het Hebreeuws הָמָן, "lawaai", "geschreeuw"), ook Haman de Agagiet המן האגגי of Haman de slechte המן הרשע genoemd, is een persoon uit het boek Ester in de Hebreeuwse Bijbel. Hij was de eerste minister van de Perzische koning Ahasveros (waarvan algemeen aangenomen wordt dat dit Xerxes I is, die regeerde van 486 tot 465 v.Chr.).

## Haman in de Bijbel
Haman is een schurk. Hij is de zoon van Hammedata, een nakomeling van Agag, de koning van de Amalekieten die door koning Saul werd verslagen. De Septuagint gebruikt niet de term Agagiet, maar Βουγαῖος, Bougaios, "bullebak" of "praalhans". Over het algemeen wordt aangenomen dat de oorspronkelijke term een bijnaam aanduidde en niet een afkomst van Agag.
In het verhaal bereidt Haman de moord voor op alle Joden die in het Perzische rijk wonen omdat de Jood Mordechai niet voor hem wil buigen. Hij overreedt koning Ahasveros een wet te tekenen waarin wordt bepaald dat alle Joden op een bepaalde dag mogen worden gedood. Het plan van Haman wordt echter gedwarsboomd door koningin Ester, de Joodse vrouw van koning Ahasveros en nicht van Mordechai. Haman en zijn zonen worden ter dood gebracht (opgehangen of gespietst, afhankelijk van de vertaling) aan de paal die ze hadden opgericht om Esters neef Mordechai ter dood te brengen.

## Poerimfeest
De overwinning van Ester op Haman wordt gevierd met het Joodse Poerim. Daarbij worden symbolisch de oren van Haman gegeten. Deze Hamansoren zijn grote plakken knapperig gefrituurd beslag. Het boek Ester wordt voorgelezen en elke keer als Haman wordt genoemd, wordt dat door de luisteraars (vooral de kinderen) begeleid door afkeurend lawaai.

## Haman in de islam
In de Koran is Haman (Arabisch هامان, uitspraak: hāmān) een belangrijk persoon aan het hof van de farao in de tijd van de profeet Musa (Mozes). De naam Haman komt in totaal zes keer voor in de Koran.
Toen God Mozes naar farao stuurde om hem tot het monotheïsme uit te nodigen, werd er door Haman en de farao spot met hem gedreven en werden de Joden gestraft. Hij werd uitgemaakt voor een leugenaar en een tovenaar. Zij weigerden gehoor te geven aan de oproep zich te bekeren tot monotheïsme en de Israëlieten vrij te laten. De farao gaf opdracht aan Haman om een hoge toren te bouwen, zodat hij naar de God van Mozes kon klimmen.